# Escola nacional dos desportos de montanha

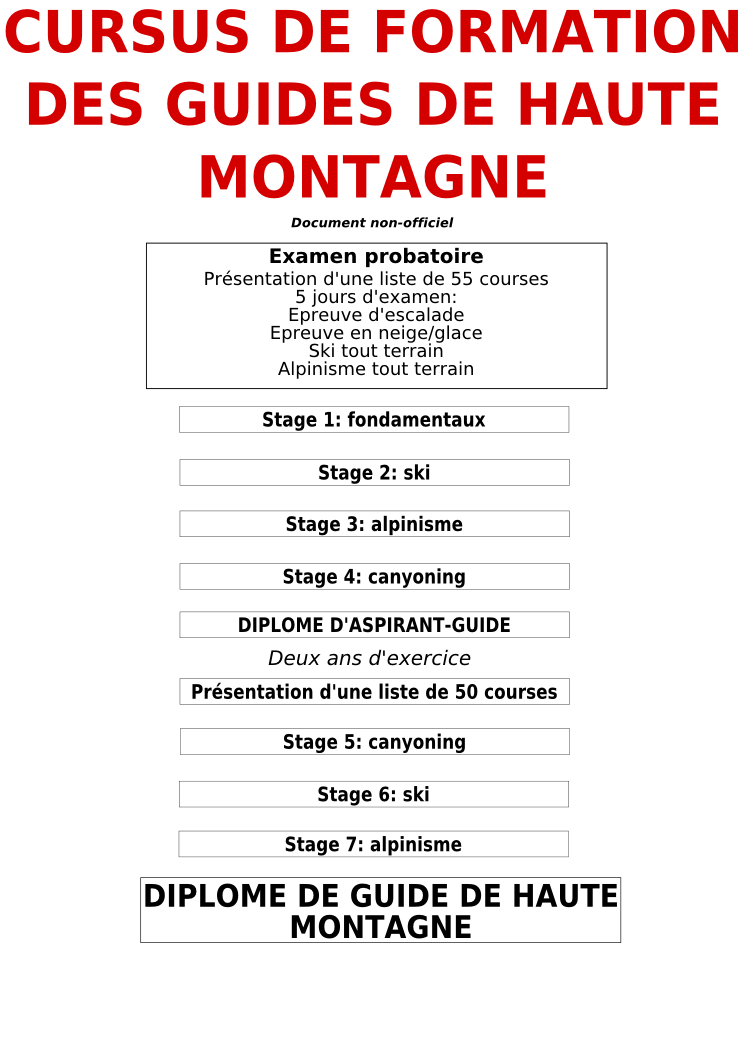
O diploma de estado francês

A Escola nacional dos desportos de montanha francesa (em francês:  École nationale des sports de montagne (ENSM) ) é uma escola francesa de referência no domínio dos desportos de montanha, e cuja sede está instalada em Chamonix-Monte-Branco. Ela é nomeadamente a escola dos guia de montanha, dos monitor de esqui e dos pisteiro-socorrista

## História
Em 1943 é criada a Escola nacional de ski em Alpe d'Huez e em 1947 é transferida para Chamonix-Monte-Branco onde se torna ma Escola nacional de esqui e de alpinismo (ENSA). Em 1945 criou-se um Sindicato nacional dos monitores de esqui cuja finalidade era de desenvolver a profissão da ESF tal como é conhecida a Escola do esqui francês (em francês:  École du ski français).
Actualmente a ENSM forma e dá os respectivos diplomas em:
- guia de montanha
- monitor de esqui
- pisteiro-socorrista
- acompanhadores de média montanha
- monitores de escalada
- Voo livre